# Miasto mojej matki
Miasto mojej matki – cykl opowiadań dla młodzieży Juliusza Kaden-Bandrowskiego wydany w 1925. 
Opowiadania mają charakter autobiograficzny. Opisują dzieciństwo autora, rodziców, rodzinę, opowiadają o dojrzewaniu i kształtowaniu się wyobrażeń o świecie. W opowiadaniach obecne są wątki moralizatorskie, sentymentalne, nostalgiczne, ale również żartobliwe. Zbiór miał wiele wznowień i był tłumaczony na języki obce. Kontynuację zbioru stanowił tom W cieniu zapomnianej olszyny wydany w 1926.
W 1928 autor otrzymał Państwową Nagrodę Literacką za swoją twórczość, ze szczególnym uwzględnieniem m.in. tych dwóch pozycji.